# Parasteropleurus martorellii
Parasteropleurus martorellii is een rechtvleugelig insect uit de familie van de sabelsprinkhanen (Tettigoniidae). De wetenschappelijke naam van deze soort is voor het eerst voorgesteld als Ephippiger (Steropleurus) martorellii door Ignacio Bolívar in een publicatie uit 1878.

## Verspreiding
Deze soort komt voor in Zuidoost- en Noordoost-Spanje.

## Ondersoorten
- Parasteropleurus martorellii angulatus (Bolívar, 1908)
  - = Ephippigera (Steropleurus) martorellii angulatus Bolívar, 1908
  - = Uromenus (Steropleurus) martorellii angulatus (Bolívar, 1908)
- Parasteropleurus martorellii martorellii (Bolívar, 1878)
  - = Ephippiger (Steropleurus) martorellii Bolívar, 1878
  - = Ephippigera (Steropleurus) martorellii Bolívar, 1878
  - = Uromenus (Steropleurus) martorellii (Bolívar, 1878)
  - = Uromenus (Steropleurus) martorellii martorellii (Bolívar, 1878)
  - = Steropleurus martorellii (Bolívar, 1878)